# Blanche Hinman Dow
Pour les articles homonymes, voir Dow.
Blanche Hinman Dow (9 février 1894, Louisiana, Missouri - 25 mai 1973, North Kansas City) est une universitaire américaine, présidente du Cottey College (en), un collège pour femmes de Nevada, dans le Missouri, de 1949 à 1965. Elle est présidente de l'American Association of University Women (1963-1967).

## Biographie
Blanche Dow est la fille de Ernest Wentworth Dow, pasteur, enseignant et principal de McCune College au moment de sa naissance, puis en fonction dans d'autres collèges, et de Carrie Ann Reneau, professeure. Elle est diplômée du Smith College en 1913, elle poursuit ses études à l'université Columbia où elle obtient une maîtrise en 1925 et un doctorat en français en 1936, avec une thèse intitulée The Varying Attitude toward Women in French Literature of the 15th Century: The Opening Years, qu'elle publie la même année.
À partir de 1917, elle enseigne le français et la littérature au Northwest Missouri State Teachers College (devenu la Northwest Missouri State University) à Maryville et elle est promue professeure et directrice du département de langues en 1935.
En 1921, elle est cofondatrice de la section du Missouri de l'American Association of University Women et elle est élue en 1930 présidente du chapitre de Maryville, de 1937 à 1939, elle est présidente de la section du Missouri, puis de 1949 à 1953 présidente de la section Sud-Ouest-Centre, vice-présidente de l'association nationale de 1953 à 1957 et enfin, présidente de 1963 à 1967. Elle a également été trésorière assistante, puis trésorière de la Fédération internationale des femmes diplômées des universités. Elle facilite la mise en place d'une section de la American Association of University Professors, dont elle est la première secrétaire en 1934. Elle est membre du comité directeur de l'AAUP de 1937 à 1940. Elle s'intéresse aux affaires internationales, et durant un séjour universitaire à Paris en 1931-1932, elle se rend à Genève pour assister à la conférence pour le désarmement. Elle est présidente du comité des relations internationales de l'AAUW en 1933.
Elle est nommée présidente du Cottey College (en), à Nevada, dans le Missouri, en 1949. Durant son mandat, elle améliore la qualité de l'enseignement, insistant sur les trois axes d'une éducation réussie : « découverte par soi-même  de ses capacités réelles, le développement pendant le collège et […] un engagement à utiliser ces capacités pour le bien de la société ». Elle est excellente pour collecter des fonds pour le collège et convainc le conseil d'administration d'accepter des jeunes femmes afro-américaines. Elle siège dans plusieurs commissions, notamment la Commission sur la coopération internationale de la Maison Blanche, au Comité national des citoyens sur les relations communautaires et au Comité présidentiel sur l'emploi des personnes handicapées.
Elle prend sa retraite en 1965. Elle meurt à North Kansas City, dans le Missouri.

## Publications
- The Changing Attitude Toward Women in Fifteenth‐Century French Literature (1936)[3]
- Meditations for Women (1949) [3]

## Hommages
Le Dow International Scholarship Fund du Cottey College est créé en 1973 en mémoire de Blanche Dow, pour subventionner des bourses destinées aux étudiants internationaux.